# Stenhomalus taoi
Stenhomalus taoi är en skalbaggsart som beskrevs av Tatsuya Niisato 2007. Stenhomalus taoi ingår i släktet Stenhomalus och familjen långhorningar.
Artens utbredningsområde är Sulawesi. Inga underarter finns listade i Catalogue of Life.